# Kakadu (Berlin)

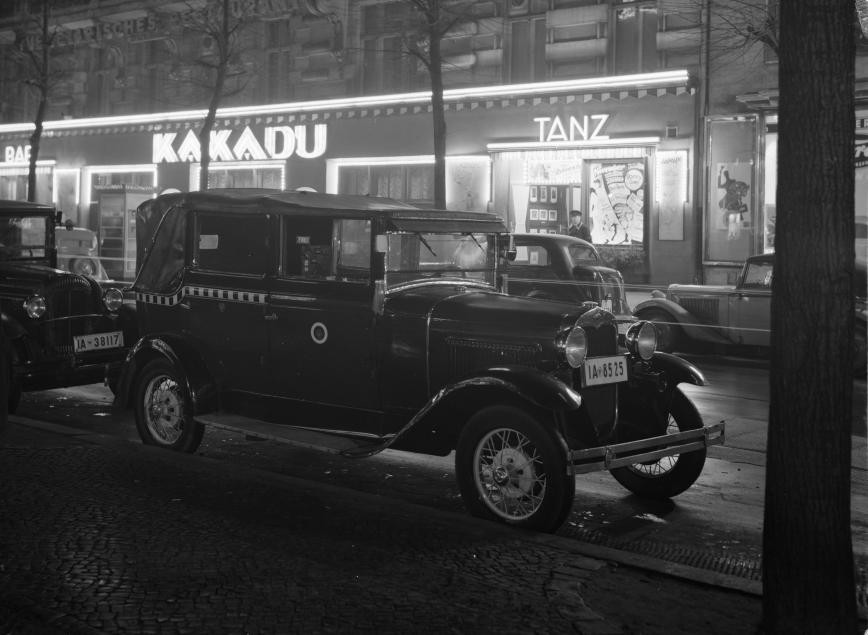
Der Kakadu, ca. 1935

Der Kakadu war eine Berliner Bar, die sich an der Ecke Kurfürstendamm, Joachimsthaler Straße und Augsburger Straße befand. Um 1919 oder kurz zuvor gegründet, wurde sie in der Weimarer Republik ein bedeutender Treffpunkt von Künstlern, Stars und Wirtschaftsführern sowie der Halbwelt. Zeitweise nahm sie für sich in Anspruch, die „größte Bar Berlins“ zu sein. Ihren guten Ruf konnte sie lange kultivieren, letzte Berichte stammen von Anfang 1937, dann schloss die Bar.

## Anfänge
Seitdem 1891–1892 der Architekt Adolf Hauffe an der Ecke Kurfürstendamm, Joachimsthaler und Augsburger Straße einen großbürgerlichen, reich verzierten Bau in der Manier des Historismus errichtet hatte, befand sich in einem der fünf Läden die der Augsburger Straße zugewandt waren, eine kleine Weinhandlung, die durch einzelne Um- und Ausbauten allmählich zu einem Lokal expandierte.
Die frühesten bekannten Berichte aus dem eigentlichen Kakadu stammen dann aus dem Jahr 1919. Anfang 1920 wurde ein Antrag auf Umbau der Bar gestellt, bei dem es vor allem um eine Küche und Toiletten ging, es wird daher angenommen, dass hier eine vor dieser Zeit bereits bestehende Weinhandlung zu einer vollgültigen Gastronomie ausgebaut wurde. 1919 spielte Mischa Spoliansky dort Klavier und sein Freund Curt Bois beschrieb bereits zu dieser Zeit seinen Eindruck vom Publikum bei einem Besuch als ein Gemisch aus melancholischen Unternehmern, Animierdamen sowie einem „einsame[n] Staatssekretär“. Mit dem Umbau 1920 vergrößerte sich die Bar.
Anfangs, in den Jahren 1919 und 1920, gab es kaum zusätzliche Unterhaltungselemente, zu dieser Zeit war die Bar vermutlich nur ein gemütliches Lokal. Außer dem Klavierspiel Spolianskys fanden keine Konzerte oder auch nur Tanz statt – Dinge wie diese waren in den Krisenjahren untersagt, zugleich besaß der Kakadu weder die notwendigen Konzessionen noch bot er den Raum dazu. Lediglich Chansonabende waren möglich, so gastierte zum Beispiel 1920 Trude Hesterberg in der Bar.

## Aufstieg

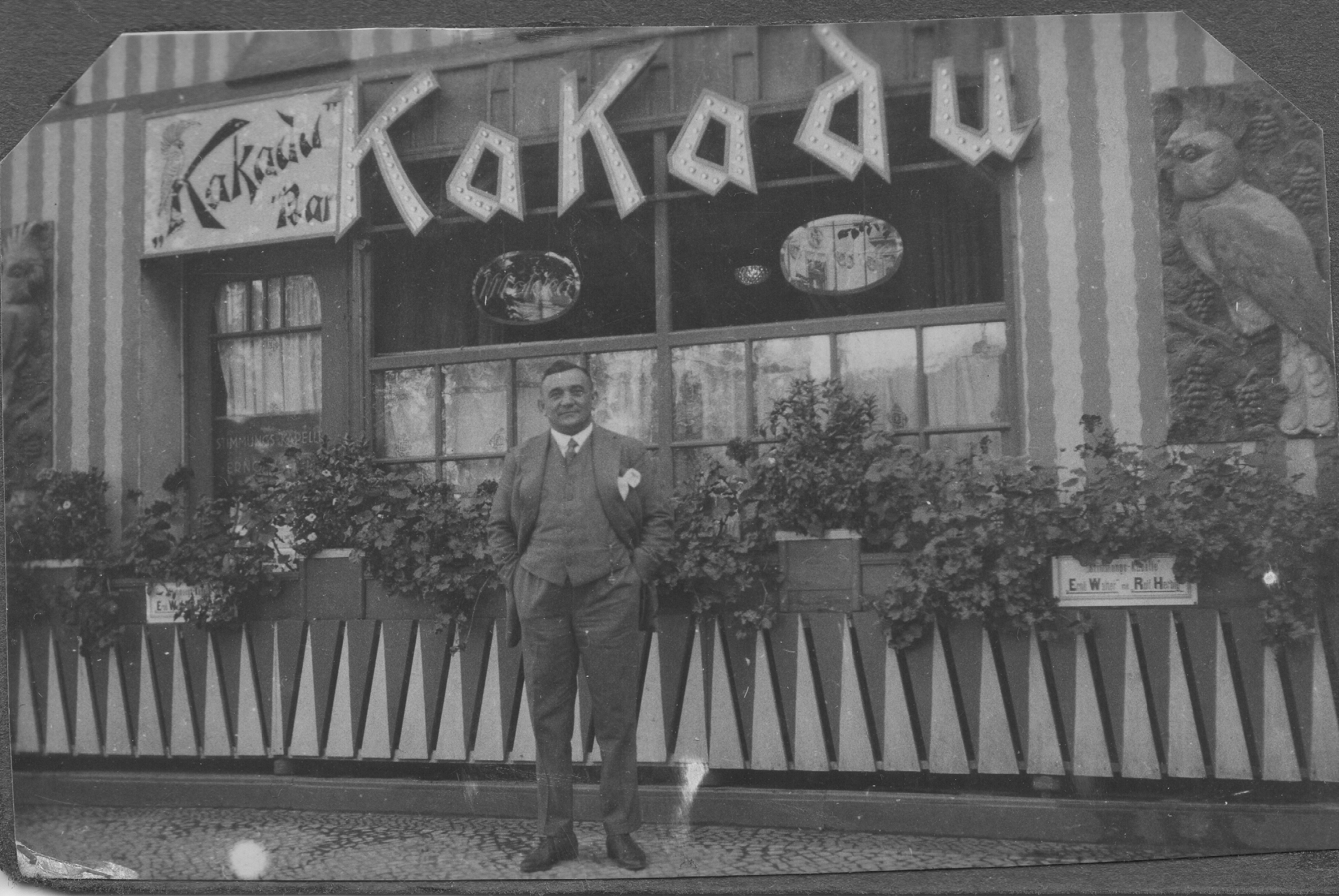
Dagobert Tichauer vor dem Kakadu

Nach vermutlich mehreren Inhaberwechseln übernahm 1923 die Firma Georg Tichauer & Co. den Kakadu. Georg Tichauer betrieb daneben noch zwei weitere Lokale, nämlich das Ambassadeurs und das Barberina.Tatsächlich gelang es dem Kakadu, sich während der 1920er Jahre zu etablieren und zu einer bekannten Adresse der Stadt zu werden. In der Beschwerde eines Nachbarn wird berichtet vom „durch die Jazzkapelle unter Schreien und Johlen betrunkener Gäste verursachten Radau, der bis 3 Uhr nachts, mitunter auch länger andauert“. Im Jahr 1928 wurde der Kakadu in großer Form umgebaut. Regie führten die Architekten Oskar Kaufmann und Richard Wolffenstein, die früher bereits für den Umbau des Admiralspalastes verantwortlich waren, die künstlerische Gestaltung übernahm Max Ackermann.
1930 übergab Georg Tichauer die Bar an seinen Bruder Dagobert, um sich auf die anderen Häuser zu konzentrieren.

## Höhepunkt
Der Kakadu nahm die gesamte Front zur Augsburger Straße über fünf ehemalige Ladengeschäfte ein. Die Fassade war hellgelb verputzt, Fenster und Türen rotbraun, über den mittleren Fenstern groß der charakteristische Leuchtschriftzug der Bar. Der Hauptraum war nun rund 400 m² groß, mit einer großen Bar, angeblich der längsten der Stadt, hinten und einer kleineren im vorderen Teil. Neben Bar, Gesang und Prostituierten bot der Kakadu vor allem nun auch Raum für Gastronomie, von Kapellen und Orchestern begleitetem Tanz und größeren Kabarettveranstaltungen. Der Hauptraum war in einer Mischung aus „maßvollem Expressionismus“ mit tahitischen beziehungsweise samoanischen Dekorelementen gestaltet, in ihrer Überladenheit hingegen blieb die Inneneinrichtung gründerzeitlichen Ideen verhaftet. Als zusätzliches Dekor diente ein Barfenster mit Darstellung von Kakadus von  Puhl & Wagner. Dicke Vorhänge, Teppiche und Sessel wirkten schallschluckend, der Barraum war blau/gold, im Salon brannten die ganze Zeit über Kaminfeuer. Curt Moreck erwähnt „Logen und Knutschecken“ sowie eine „Atmosphäre auf Rotlicht und Sinnlichkeit abgestimmt“. Die anwesenden Prostituierten traten in Manier der amerikanischen Flapper auf.
Ende der 1920er, Anfang der 1930er Jahre, spätestens mit dem 1932 erfolgten letzten Ausbau, hatte sich der Kakadu vollständig vom gemütlichen Lokal in eine voll ausgebaute Tanzbar mit zahlreichen Attraktionen verwandelt. Diese waren nicht zuletzt einem mit der Weltwirtschaftskrise härter gewordenen Geschäft geschuldet, mehr Programm war erforderlich, um genug Publikum anzulocken. Auch in Werbung wurde investiert und bei den Preisen Konzessionen gemacht.
Einem Bericht von 1937 zufolge schloss der Kakadu erst um 3 Uhr morgens. Ein beispielhaftes Programm bietet akrobatischen Tanz, einen Humoristen, einen Zeichenkünstler, ein weibliches Tanztrio und einen Seemannstanz, dazu Jazzmusik. Ein anderes Programm weist vier Tanznummern und eine Akrobatiknummer auf, ein Tenor und ein Jazzsänger singen wechselnd, von einer Kapelle begleitet und lassen so „nie ruhige Minuten eintreten“. Selbst zu dieser Zeit gastierten im Kakadu führende deutsche Jazz- und Swinggrößen, so neben der Hauskapelle Max Herrnsdorf die Kapellen Joe Bund, Michael Jary und Teddy Stauffer.
Das Publikum wird geschildert als aus Aufsichtsratsvorsitzenden, Bardamen und Schauspielern bestehend sowie Börsenhändlern, Künstlertypen, Touristen und ausländischen Journalisten. Die Anwesenheit von Unternehmern war so charakteristisch, dass der Berliner Herold 1934 schrieb „Sage mir, wann deine A.-G. Aufsichtsratsitzung hatte, und ich will Dir sagen, wann du im Kakadu warst.“ Heinrich Mann soll hier (oder im Bajadere) seine zweite Frau Nelly kennengelernt haben. Auch der Komponist Nico Dostal frequentierte die Bar. Ein spätes Zeugnis zur Bar stammt von Yamaguchi Seison, der Anfang April 1937 dort einen Besuch einschließlich einer – unverfänglichen – Begegnung mit Animiermädchen schildert.

## Ende desKakadu
1936 war das letzte Jahr des Kakadu. Vielleicht um im Nationalsozialismus zu bestehen, stellte Tichauer das NSDAP-Parteimitglied Kowalinski als Betriebsleiter ein, das reichte aber nicht. 1937 wechselte der Besitzer, der neue Inhaber Georg Jahns benannte sie um in Weinstube. Dies währte nicht lange, 1938 wurde an dieser Stelle die Konditorei Thier angesiedelt, die wegen erster Arbeiten für die neue Hauptstadt „Germania“ aus Tiergarten wegzog. Tichauers weiteres Schicksal blieb unbekannt, angeblich wanderte er nach Australien aus.
1943 wurde das Gebäude beschlagnahmt und in eine Unterkunft für den Reichsarbeitsdienst umfunktioniert. Alliierte Bombentreffer zerstörten es später so stark, dass es abgerissen werden musste. Heute steht dort das Allianz-Hochhaus.

## Rezeption
In einem Sachbuch der Reihe Unnützes Wissen von Neon und im Roman Die Königin von Berlin: Sie war die Muse von Bertolt Brecht (dort im Glossar) wird behauptet, dass in der Kakadu-Bar über jedem Esstisch ein Käfig mit einem lebendigen Kakadu hing.